# Humphreys Peak
|  | No s'ha de confondre amb Mont Humphreys. |

El Humphreys Peak és el cim més alt de l'estat d'Arizona, als Estats Units. El cim s'eleva fins als 3.852 msnm i té una prominència de 1.841 metres. Està situat dins del Kachina Peaks Wilderness al Bosc Nacional Coconino, uns 18 km al nord de Flagstaff. És el cim més alt d'una serralada d'origen volcànic coneguda com a San Francisco Peaks.
Al Humphreys Peak se li va donar el nom cap a 1870 en honor al general Andrew A. Humphreys, un oficial de l'exèrcit dels Estats Units que va ser general de la Unió durant la Guerra Civil dels Estats Units i que més tard es va convertir en cap d'enginyers del Cos d'Enginyers de l'exèrcit dels Estats Units.